# Marquesa del Ter
Marquesa del Ter, właśc. Lilly Rose Cabrera (ur. 1864 w Paryżu, zm. 29 kwietnia 1936 w Londynie) – hiszpańska pianistka pochodzenia francuskiego, feministka i założycielka jednej z pierwszych feministycznych organizacji w Hiszpanii. Została uhonorowana złotym Francuskim Medalem Wdzięczności (Médaille de la Reconnaissance française) za zasługi podczas I wojny światowej.

## Życiorys
Lilly Rose Schenrich urodziła się w 1864 roku w Paryżu. Wyszła za mąż za dyplomatę Ramóna Alejandro Leopoldo Cabrerę y Richardsa (1854–1940) w dniu 23 października 1884. W 1889 roku urodził się im syn Ramón Henry. Była również doświadczoną lingwistką, mówiła biegle w języku angielskim, francuskim i hiszpańskim, niemieckim i włoskim.
Była pianistką, występowała w teatrach w Anglii, Francji i Hiszpanii. W 1914 roku, na początku I wojny światowej założyła organizację humanitarną Towarzystwa Pomocy Sojuszniczych Szpitali, która zapewniała dostawy do 500 szpitali wojskowych we Francji. Zbierała również ubrania i żywność dla szpitali w Belgii i Salonikach w Grecji. Towarzystwo dostarczyło 110 karetek i zorganizowało 300 osób do pomocy w czasie wojny. Za jej współpracę z Czerwonym Krzyżem otrzymała złoty Francuski Medal Wdzięczności od rządu francuskiego.
W 1920 roku Marquesa wróciła wraz z mężem i synem do Hiszpanii i zajęła się aktywizmem politycznym. 24 grudnia 1918 roku utworzyła jedną z pierwszych feministycznych organizacji w Hiszpanii, Union de Mujeres de España (UME) (Unia Kobiet Hiszpanii). Często pisała na temat zagadnień związanych z feminizmem; w styczniu 1919 roku jej zdjęcie pojawiło się na okładce dziennika Głos Kobiet.
Ze względu na znajomość wielu języków i wiedzę na temat spraw międzynarodowych, została mianowana hiszpańskim delegatem na międzynarodową konferencję poświęconą prawom wyborczym kobiet, która odbyła się w Genewie. Przemawiała jako przedstawicielka Hiszpanii w Union des Femmes de France w Paryżu, a następnie w 1927 roku w Międzynarodowym Kobiecym Sojuszu dla Pokoju w Amsterdamie. W trakcie zbierania materiałów na temat prawa międzynarodowego i jego wpływu na obywatelstwo kobiet, podjętego przez Doris Stevens i Alice Paul dla Organizacji Państw Amerykańskich i Ligi Narodów, Marquesa del Tera pomagała w zbieraniu informacji na temat hiszpańskiego prawa w tym zakresie.
Założyła Krajową Radę Kobiet w Hiszpanii, pełniła funkcję wiceprezydenta Krucjaty Hiszpańskich Kobiet, była także członkiem Iberyjskiego Towarzystwa Nauk Przyrodniczych i Madryckiego Królewskiego Towarzystwa Ekonomicznego.
Po kilku latach spędzonych w Hiszpanii wróciła do Londynu, gdzie zmarła 29 kwietnia 1936 roku i została pochowana 2 maja 1936 roku na cmentarzu w Windsor. Jej kolekcję muzyczną przekazano Bibliotece Narodowej w Portugalii. Kolekcja zawierała pieśni i fortepianowe sonaty z udziałem Beethovena, Haydna i kilku francuskich kompozytorów.